# Gemer (district de Revúca)
Gemer (allemand : Gemersburg, Gömmersburg,  hongrois : Sajógömör) est un village de Slovaquie situé dans la région de Banská Bystrica.

## Histoire
Une découverte préhistorique d'un squelette datant de la fin de l'âge du bronze : la Culture de Kyjatice.
La première mention écrite du village date de 1198.
La localité fut annexée par la Hongrie après le premier arbitrage de Vienne le 2 novembre 1938. En 1938, on comptait 1 136 habitants dont 18 d'origine juive. Elle faisait partie du district de Tornaľa (hongrois : Tornaljai járás). Le nom de la localité avant la Seconde Guerre mondiale était Gemer/Gömör. Durant la période 1938 - 1945, le nom hongrois Sajógömör était d'usage. À la libération de la France, la commune a été réintégrée dans la Tchécoslovaquie reconstituée.

## Démographie

### Évolution de la population
| Année:               | 1994. | 2004.   | 2014.    | 2024.   |
| -------------------- | ----- | ------- | -------- | ------- |
| Nombre de personnes: | 834   | 807     | 894      | 889     |
| Différence:          |       | -3,23 % | +10,78 % | -0,55 % |

| Année:               | 2023. | 2024.   |
| -------------------- | ----- | ------- |
| Nombre de personnes: | 915   | 889     |
| Différence:          |       | -2,84 % |